# Camille Pouget
Camille Pouget (ur. 22 października 2002) – francuska wspinaczka sportowa specjalizująca się w prowadzeniu i boulderingu, mistrzyni igrzysk europejskich, mistrzyni Europy juniorów i brązowa medalistka mistrzostw świata juniorów. Pochodzi z Tuluzy.

## Wyniki
| Impreza                     | Rok        | Gospodarz | bouldering | prowadzenie |
| --------------------------- | ---------- | --------- | ---------- | ----------- |
| Igrzyska europejskie        | 2023       | Tarnów    | —          | 01 !        |
| Mistrzostwa Europy          | 2019       | Edynburg  | —          | 9           |
| Mistrzostwa świata juniorów | 2016       | Kanton    | —          | 8           |
| Mistrzostwa świata juniorów | 2017       | Innsbruck | —          | 4           |
| Mistrzostwa świata juniorów | 2018       | Moskwa    | —          | 5           |
| Mistrzostwa świata juniorów | 2019       | Arco      | —          | 6           |
| Mistrzostwa świata juniorów | 2021       | Woroneż   | 8          | 03 !        |
| Mistrzostwa Europy juniorów |            |           |            |             |
| 2016                        | Mitterdorf | —         | 5          |             |
| 2017                        | Perm       | —         | 01 !       |             |
| 2018                        | Imst       | —         | 7          |             |
| 2019                        | Woroneż    | —         | 01 !       |             |
| 2021                        | Perm       | 5         | 02 !       |             |